# Takeo Kamachi
Takeo Kamachi (jap. 蒲池 猛夫 Kamachi Takeo; ur. 20 marca 1936, zm. 4 grudnia 2014) – japoński strzelec sportowy. Złoty medalista olimpijski z Los Angeles (1984).
Specjalizował się w strzelaniu pistoletowym. Brał udział w czterech igrzyskach olimpijskich (IO 68, IO 72, IO 76, IO 84). W 1984, pod nieobecność sportowców z części krajów Bloku Wschodniego, triumfował w strzelaniu z pistoletu szybkostrzelnego na dystansie 25 metrów. W tej konkurencji był indywidualnie m.in. złotym medalistą igrzysk azjatyckich w 1966 oraz brązowym w 1970 i 1978, a także zwycięzcą mistrzostw Azji w 1971 i 1975, srebrnym medalistą tej imprezy w 1967 i 1980.